# Jedovary
Jedovary (německy Jedowar) jsou malá vesnice, část města Trhové Sviny v okrese České Budějovice v Jihočeském kraji. Nachází se asi 5,5 kilometru severozápadně od Trhových Svinů. Jedovary jsou také název katastrálního území o rozloze 1,92 km², v němž leží i nejbližší ves Veselka.

## Historie
Původ názvu je nejasný. První písemná zmínka o vesnici pochází z roku 1371.

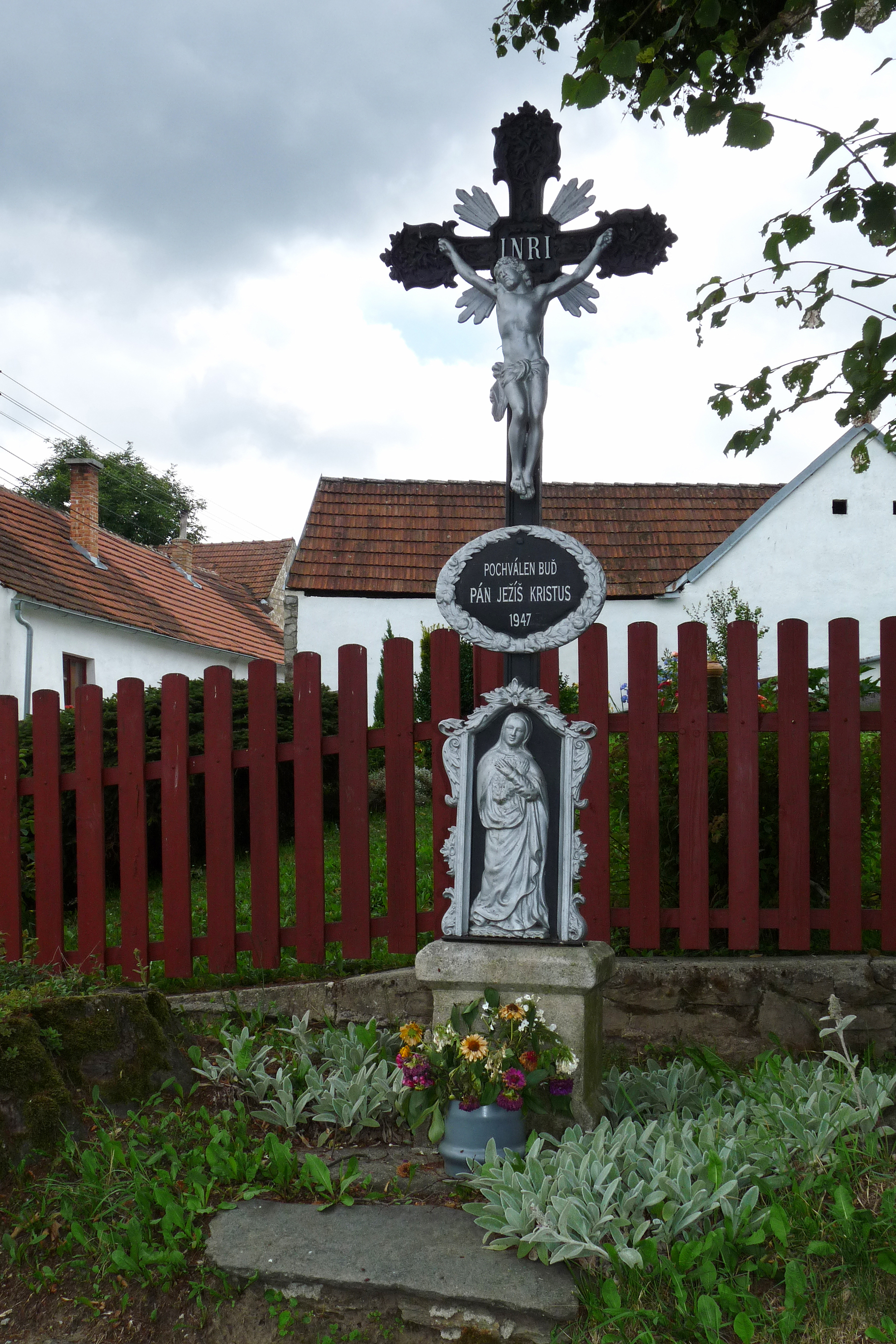
Křížek 1947

Od 16. století patřila vesnice ke statku Ostrolovského Újezda a v roce 1692 připadly královskému městu Budějovice.

## Obyvatelstvo
| Rok            | 1869 | 1880 | 1890 | 1900 | 1910 | 1921 | 1930 | 1950 | 1961 | 1970 | 1980 | 1991 | 2001 | 2011 | 2021 |
| -------------- | ---- | ---- | ---- | ---- | ---- | ---- | ---- | ---- | ---- | ---- | ---- | ---- | ---- | ---- | ---- |
| Počet obyvatel | 103  | 106  | 99   | 70   | 85   | 80   | 89   | 68   | 73   | 64   | 59   | 45   | 37   | 44   | 55   |
| Počet domů     | 17   | 18   | 17   | 18   | 22   | 22   | 22   | 25   | 25   | 21   | 19   | 23   | 24   | 29   | 32   |

## Obecní správa
V letech 1850–1935 patřily Jedovary pod Ostrolovský Újezd, následně až do roku 1943 byly samostatnou obcí. V letech 1943–1945 spadaly pod Strážkovice, poté byly opět do 11. června 1960 samostatnou obcí s osadou Veselka. Od 12. června 1960 do 31. prosince 1975 naopak spadaly pod Veselku a od 1. ledna 1976 byly obě vesnice připojeny k Trhovým Svinům. V letech 1935–1960 k obci patřila Veselka.

## Pamětihodnosti
- Památkově chráněný řopík
- Lidová architektura
- Hasičská zbrojnice se zvoničkou
- Křížek z roku 1947 s nápisem „Pochválen buď Pán Ježíš Kristus“
- Sluneční hodiny na stavení čp. 17

## Osobnosti
V Jedovarech se narodil československý a český komunistický politik Vojtěch Filip (* 1955).